# Helophilus pendulus
Helophilus pendulus es una mosca sírfida de la subfamilia Eristalinae. Es una especie muy común en Gran Bretaña. Se encuentra en toda Europa desde el Mediterráneo hasta Escandinavia, en el oeste hasta las Islas Feroe e Islandia, y hacia el este a través de Rusia, desde la península de Kola al sur hasta Crimea y a través de Siberia hasta el Océano Pacífico.